# Tribus Confederades de la Reserva índia Umatilla
Les Tribus Confederades de la Reserva índia Umatilla és una confederació reconeguda pel govern federal de tres tribus ameríndies de parla sahaptin que tradicionalment van habitar la regió de l'altiplà del riu Columbia: cayuses, umatilla i walla walla.
Quan els líders dels pobles walla walla, cayuse i umatilla signaren el Tractat de Walla Walla amb els Estats Units en 1855 van cedir 6,4 milions d'hectàrees de terra en el que avui és el nord-est d'Oregon i el sud-est de Washington a canvi d'una reserva i la promesa de rendes vitalícies en forma de béns i subministraments.
Les tribus comparteixen la reserva índia Umatilla, que té 702,009 quilòmetres quadrats al Comtat d'Umatilla, en el centre de l'estat d'Oregon. Han creat una estructura governamental conjunta com a part de la seva confederació. Les oficines tribals estan just a l'est de Pendleton (Oregon). Gairebé la meitat de la terra de la reserva és propietat de persones no indígenes i la reserva inclou una part significativa de la conca del riu Umatilla. En 2013 la confederació de tres tribus tenia 2.916 membres registrats. Aproximadament la meitat de la població tribal viuen a prop de la reserva.
També és llar de prop de 300 indis inscrits en altres tribus, com els yakama, teninos i nez percés. També hi viuen 1.500 no indis dins dels límits de la reserva.

## Història
Després de cedir els seus territoris, els umatilla, walla walla i cayuse foren reubicats en el que es va anomenar les Tribus Confederades de la Reserva índia Umatilla (CTUIR). A canvi de la cessió de la major part dels seus territoris van rebre subministraments i anualitats per part del govern federal, el qual va tractar d'animar-los a dedicar-se a l'agricultura de subsistència. Moltes vegades els subministraments arribaven tard o eren insuficients per a la població.
Sota l'Allotment Act de 1887 la terra comunal va ser distribuïda a les llars. Aquesta i altra legislació va fer possible que els membres venguessin les seves terres i van ser presa dels especuladors i estafadors. A poc a poc la tribu reprendre el control comunal de les seves terres i ha recuperat més de 14.000 hectàrees del que van perdre.
A més, al segle XX es va dur a terme un important cas de reivindicació de terres contra el govern federal, afirmant que les tres tribus havien controlat tradicionalment més d'un milió d'hectàrees de terra de la qual havien estat compensats per seguir el tractat de 1855. La Comissió de Reclamacions Índies adjudicà a les tribus confederades diversos milions de dòlars en un acord negociat. Van utilitzar part d'aquests diners en esforços de desenvolupament econòmic, i pagaren reclamacions per habitant a membres de la tribu per una part d'allò.

## Govern
La tribu va tornar a establir el seu govern el 1949, redactant una constitució que preveia l'elecció dels membres del Consell General. Es regeix per un consell de nou membres, conegut com la Junta de Síndics, elegits pel Consell General. Serveixen un mandat de dos anys i són elegits per períodes escalonats. Aquesta Junta substitueix per llei als caps hereditaris.

## Economia
La tribu ha estat treballant durant gairebé tres dècades des de finals del segle XX per a recuperar els hàbitats piscícoles dels rius Umatilla i Gran Ronde. Estan tornant a comprar terres en les conques de l'Umatilla en la seva reserva, per tal de preservar-ne l'hàbitat.
A principis de la dècada de 1980, sota el lideratge de la tribu, el salmó fou reintroduït al riu Umatilla. La tribu, juntament amb l'estat d'Oregon, opera les instal·lacions de reproducció que estan ajudant a restaurar les migracions de salmó. El 1984 va tornar al riu Umatilla el primer salt de salmó chinook en 70 anys. Com a membre de la Columbia River Inter-Tribal Fish Commission, la CTUIR també gestiona les accions de les conques dels rius Columbia, Snake, Walla Walla, Tucannon, John Day, i Imnaha. "En temps recents, les pesqueries tribal s'han produït només en els rius Umatilla i Columbia."
Les Tribus Confederades obriren el Wildhorse Resort & Casino, que ara té un hotel i set restaurants, situats quatre milles a l'est de Pendleton. També té un camp de golf. El Wildhorse Casino va obrir el 1995. Els ingressos generats pel jocs han multiplicat el pressupost de la tribu set vegades, el que genera diners disponibles per a la salut, l'educació, l'habitatge i el desenvolupament econòmic. L'atur a la reserva s'ha reduït a la meitat. Diversos centenars de persones treballen al complex, i uns tres cents de persones de la tribu treballen a l'empresa Cayuse Tecnologies, que va obrir les portes el 2006 per procurar serveis de desenvolupament de programari, un centre d'atenció telefònica i processament de textos.
La CTUIR publica el diari mensual, Confederated Umatilla Journal. També opera l'emissora de ràdio KCUW.

## Cultura i religió
La religió tradicional practicada per alguns membres de la tribu es diu Set Tambors (Washat). La majoria pertany a diferents branques cristianes.
Les tribus confederades van establir el Tamástslikt Cultural Institute, amb seu a Pendleton, Oregon, com a museu del seu poble. Conten narracions tradicionals dels Natítyat (amerindis), compta amb exhibicions de roba tradicional i eines, així com art i artesania contemporània i exposicions que representen el món contemporani.
Com un aspecte de la cultura contemporània, el bàsquet és l'esport més popular de la reserva. En 2013 dues germanes de CUITR, estudiants i jugadores de bàsquet en la Universitat de Louisville, jugaren la Final Four del torneig de la NCAA.
En juliol de 1996 es trobaren restes humanes antigues vora Kenewick (Washington). Han estat anomenades home de Kennewick o "l'ancià" (pels nadius). La CUITR es va unir a la Tribu Nez Percé, Tribus i bandes confederades de la Nació Yakama, Tribus Confederades de la Reserva índia Colville i la banda Wanapum en la reclamació per a enterrar novament les restes seguint la llei tradicional tribal i segons la federal Native American Graves Protection and Repatriation Act (NAGPRA) de 1990. Els científics dataren l'antigüitat de les restes en 9.000 anys i volien estudiar-los; es produïren diverses demandes judicials. En 2004 el 9è Tribunal Circuit d'Apel·lacions va dictaminar que permetia realitzar més estudis abans d'alliberar les restes de les tribus. La CUITR va decidir no continuar amb més accions legal però està tractant de reforçar la NAGPRA.

## Revitalització de la llengua
La tribu ha desenvolupat escoles i programes d'estudi per ensenyar i preservar llurs llengües natives. Es tracta de llengües amenaçades, ja que a la tribu només hi ha cinc parlants nadius de walla walla i 50 parlants nadius d'umatilla, ambdós pobles sahaptins. S'està concentrant en els idiomes més àmpliament compartits, ja que la llengua cayuse es va extingir a finals del segle xix. Com que alguns cayuses van aprendre la llengua nez percé, és un dels idiomes que s'ensenyen a la reserva.
Avui sis professors d'idiomes estan executant programes a l'Escola de la Comunitat Nixyaawii, que ha ofert classes de llengua umatilla, walla walla i nez percé durant l'última dècada. La tribu està desenvolupant Cay-Uma-Wa, un programa Head Start que inclou l'ensenyament de llengües nadiues. A més la tribu ha desenvolupat els recursos en línia de vídeo i l'escola d'immersió Tamaluut, dissenyada per a alumnes de 3 a 5 anys. Al Pendleton Round-up de setembre de 2013, una noia de la CTUIR cantà "The Star Spangled Banner" en umatilla, el primer cop en un esdeveniment.

## Notable membres de CTUIR
- Shoni i Jude Schimmel, germanes estudiants de la Universitat de Louisville i membres del seu equip femení de basquet, jugaren la Final Four de la NCAA l'abril de 2013.[6]